# 스릅스카 공화국 철도
스릅스카 공화국 철도(Republika Srpska Railways, Željeznice Republike Srpske / Жељезнице Републике Српске – ŽRS / ЖРС)는 보스니아 헤르체고비나 스릅스카 공화국의 철도 기업이다. 국가 내의 2개의 철도 기업 중 하나인데, 다른 하나는 보스니아 헤르체고비나 연방에서 운영되는 보스니아 헤르체고비나 연방 철도이다. 이 기업은 424킬로미터의 철도를 운영한다.